# Борисов Лев Іванович
Лев Іванович Борисов (рос. Лев Иванович Борисов; 8 грудня 1933, Пльос, РРФСР — 15 листопада 2011, Москва, Росія) — радянський та російський актор театру і кіно. Заслужений (1994) та народний (2001) артист Росії.

## Біографія
Народився 8 грудня 1933 року в місті Пльос Івановської промислової області. Молодший брат актора Олега Борисова. Закінчив Театральне училище імені Б. В. Щукіна (1956).
До 1960 року працював в Театрі-студії, з 1960 по 1974 роки був актором Театру драми на Спартаківський. З 1974 по 1981 року — актор Обласного театру імені О. М. Островського, з 1981 по 1987 роки був актором Московського драматичного театру імені К. С. Станіславського. З 1987 року — актор Московського театру-центру імені М. Н. Єрмолової. В останні роки грав в антрепризі «Чужа дружина і чоловік під ліжком».
У кіно дебютував в середині 1950-х років в ролі десятикласника у фільмі «Атестат зрілості». Потім були ролі у фільмах «Висота», «Балада про солдата», «Вірні серця», «Доля людини», «Вас чекає громадянка Никанорова», «І знову Аніскін», «Ви чиї, старі?», «Ширлі-мирлі», «Вулиця молодості», «Мандрівний автобус», «Пригода графа Невзорова», «Звинувачуються у вбивстві», «Смиренний цвинтар», «Барханов і його охоронець», «Візит до мінотавра», «Винесення тіла» та інші. З братом Олегом Борисовим в 1987 році знявся у фільмі «Садівник». Активно знімався в телесеріалах: «Сава», «Батюшка», «Секунда до …», «Отаман», «Легенда про Тампуку», «Штрафбат», «Бандитський Петербург» та інших.
У 1982 році на кінофестивалі молодих кінематографістів кіностудії «Мосфільм» був нагороджений призом за краще виконання чоловічої ролі у фільмі «Пригоди графа Невзорова». У 1990 році на кінофестивалі «Сузір'я» був удостоєний відзнаки за кращу чоловічу роль другого плану (фільм «Смиренний цвинтар»). У 2001 році став народним артистом Росії .
Помер 15 листопада 2011 року в реанімації Боткінської лікарні після перенесеного інсульту.
Церемонія прощання пройшла в Центральному будинку кіно в Москві 17 листопада. Похований на Троєкуровському кладовищі.

## Творчість

### Ролі в театрі
Театр імені М. М. Єрмолової
- 1987 — «По сусідству ми живемо» — дід Василь
- 1988 — «Будинок, де розбиваються серця» — Рендол
- 1989 — «Запрошення на страту» — директор в'язниці
- 1991 — «Бусновата» — чиновник
- 1992 — «Цвіркун на печі» — Калеб
- 1994 — «Село Степанчиково» — Фома Опискин
- 1996 — «Марія Стюарт» — сер Паулет
- 1999 — «Прибайкальська кадриль» — Саня Ареф'єв
- 2000 — «Цар Максиміліан» — могильник, посол
- 2001 — «Субота, неділя, понеділок» — Антоніо[6]

### Фільмографія
| - 1954 — Атестат зрілості — Коробов - 1956 — Різні долі — студент на зборах - 1956 — Партизанська іскра — Шура Кучер - 1957 — Висота — Борис Берестов - 1958 — Вулиця молодості — столяр Костянтин Іванович Луб'яной - 1958 — Військова таємниця — епізод - 1959 — Балада про солдата — солдат на переправі попросив мила у старшини - 1959 — Вірні серця — Сергій Моргунов - 1959 — Доля людини — взводний - 1960 — Час літніх відпусток — Габбідулін - 1960 — Ровесник століття — шофер - 1960 — Хлопці з Канонерського — Михайло (роль озвучив Інокентій Смоктуновський) - 1969 — Варчина земля (ТБ) — Оселедець - 1976 — 12 стільців — монтер Мечников - 1977 — Приїзжа — Яків Силін - 1977 — Хочу бути міністром - 1978 — Вас чекає громадянка Никанорова — «громадська сила» - 1978 — І знову Аніскін — держатель притону Василь Степанович Неганов - 1979 — Повернення почуттів — Хамза - 1979 — Червоний велосипед — кулак Карчук - 1980 — Особливо важливе завдання — Нечкін - 1980 — Білий ворон — дядя Коля - 1980 — Якби я був начальником — Сергеєв - 1981 — В останню чергу — спекулянт Михайло Семенович - 1981 — Факти минулого дня — Скороходов - 1981 — Циганське щастя — тракторист Єгор - 1982 — День народження — Федір, водій Зверєва - 1982 — Пригоди графа Невзорова — Семен Іванович Невзоров - 1982 — Дитячий світ — Іван Іванович, заступник директора універмагу «Дитячий світ» - 1982 — Відкрите серце — гість Славіка - 1983 — Демідови — Крот - 1984 — Кожен десятий — Альоха Чикин - 1983 — Господиня дитячого будинку — Іван Пилипович - 1984 — Горобинові ночі — Степан Андрійович Базанов - 1985 — Вишневий вир — Карпушка - 1986 — Тривалий іспит — «Фунтик» - 1986 — Золота баба — прикащик Тихон, батько Анютки - 1986 — Звинувачується весілля — батько нареченого - 1987 — Везуча людина — Курочкін - 1987 — Візит до Мінотавра — Обольников - 1987 — Мій бойовий розрахунок — директор школи Іван Петрович - 1987 — Садівник — Коля Стєклов - 1988 — За все заплачено — Малигін - 1988 — Ви чиї, старі? — Багорич - 1988 — Бризки шампанського — Єгорович - 1988 — Вам що, наша влада не подобається?! — Степан - 1989 — Мандрівний автобус — артист Микола Тюльпанов | - 1989 — Закон — Сергій Іванович Тимофеєв - 1989 — Викрадення чарівника — дід Геннадій - 1989 — Смиренний цвинтар — Кутя - 1989 — Гальмування в небесах — Микола Іванович Єзепов - 1989 — Вхід до лабіринту — Чебаков-старший - 1990 — Аферисти — Федюшкін - 1990 — Гамбрінус — рибалка - 1990 — Кар'єр — Семен - 1990 — Російська рулетка — дядя Паша - 1990 — Система «Ніпель» — «Ворошиловський стрілок» - 1990 — Танк «Клим Ворошилов-2» — молоковоз - 1990 — Хмара-рай — Пилип Макарович - 1991 — Арифметика вбивства — Платон Бризгалін - 1991 — Свічка - 1992 — Аліса і Букініст — Аким Георгійович - 1992 — Виніс тіла - 1992 — Мертві без поховання - 1994 — Біле свято — столяр - 1994 — Цвіркун - 1995 — Ширлі-мирлі — мафіозо - 1996 — Барханов і його охоронець — Чулков - 1997 — Зміїне джерело - 1998 — Самозванці - 2000 — Артист і майстер — убогий - 2000 — Бандитський Петербург. Фільм 1. Барон — Віктор Павлович Говоров («Антибіотик») - 2000 — Бандитський Петербург. Фільм 2. Адвокат — Віктор Павлович Говоров («Антибіотик») - 2001 — Конференція маньяків — Душевний - 2001 — Бандитський Петербург. Фільм 3. Крах Антибіотика — Віктор Павлович Говоров («Антибіотик») - 2003 — Бандитський Петербург. Фільм 4. Арештант — Віктор Павлович Говоров («Антибіотик») - 2003 — Бандитський Петербург. Фільм 6. Журналіст — Віктор Павлович Говоров («Антибіотик») - 2004 — Весєгонська вовчиця — дід Матвій - 2004 — Легенда про Тампука — Павук - 2004 — Сусід - 2004 — Штрафбат — дід Зої - 2004 — Па — дід Оксани - 2005 — Отаман — Прохор - 2005 — Коля — перекоти поле — Пилип Макарович - 2005 — Голова класика — Паїсій - 2007 — Секунда до… — Валентин Михайлович - 2008 — Сава Мамонтов — адвокат Федір Плєвако - 2008 — Батюшка — отець Афанасій - 2010 — Вчитель в законі. Продовження]] — отець Тихон - 2011 — Дорогий мій — Мефодій Степанов - 2011 — Операция «Горгона» — ключний майстер - 2012 — Синдром дракона — Віктор Зарубін |

## Нагороди та премії
- Заслужений артист Росії (1994)[3]
- Народний артист Росії (2001)[4]